# 旷姓
旷姓为中文姓氏之一，旷姓在中国国内姓氏人口排名为第282位，总人口11万多。

## 姓氏起源

### 源于姬姓
起源于姬姓，春秋时晋国师旷之后。

### 源于黄姓
起源于黄姓，东汉时河阳侯黄宣之后，属于避祸改姓。黄宣的后代黄贤有两个儿子，长子名黄旦，次子名黄丞，唐朝神龙年间黄贤守关失败，黄贤命令两个儿子逃往外地易姓，长子黄旦改为邝姓，迁徙到河南陈留东村，次子黄丞改为旷姓，迁徙到江西吉州。其后裔子孙播迁各地。

### 源于古旷国
起源于古旷国。

## 迁徙分布

### 祖籍
旷姓人祖籍江西省吉安县。

### 分布
當代旷姓主要分佈在湖南省衡阳市南岳区、衡阳县、衡山县、常德市、株洲县、攸县、湘潭县、祁东县、洞口县、湘乡市、娄底市、四川省大英县、旺苍县、南江县、绵竹市、长宁县、开江县、眉山市、广安市广安区、华蓥市、岳池县、江西省吉安市青原区、吉安县、泰和县、信丰县、永新县、重庆市万州区、梁平县、大足县、奉节县、云阳县、永川区、贵州省石阡县、德江县、盘县、岑巩县、普安县、思南县、陕西省安康市汉滨区、汉阴县、广东省韶关市浈江区、南雄市、湖北省武汉市、宣恩县、安徽省全椒县、广西壮族自治区全州县、台湾台北市等地。

## 名人
- 旷元则：宋潭州人，曾孙旷湜。
- 旷湜：宋潭州人，旷元则的曾孙。按《郑樵通志》：“湜，潭州人，登科。”宋朝潭州人旷元则，生子旷用宗。旷用宗生旷无忌，旷无忌生旷湜，字次渊，南宋绍兴二年（1132年）壬子科进士。
- 旷世臣：按《万姓统谱》：“世臣，吉水人，绍兴进士。”
- 旷讫：湖南武冈人，南宋淳祐四年（1244年）进士。
- 旷呜鸾：籍贯江西庐陵人，明朝万历三十五年（1607年）丁未科殿试金榜第三甲赐同进士出身第96名。
- 旷敏：按《万姓统谱》：“敏，宿州人，永乐举人，任山西清源县教谕。”
- 旷缉徽：按《万姓统谱》：“缉徽，安福人，永乐举人。”
- 旷彦温：按《万姓统谱》：“彦温，德州人，正德间任余干知县。”
- 旷宗舜（1528年—1557年）：字芝封。湖南醴陵北乡人。明朝嘉靖七年（1528年）乡试第一。
- 旷宗董：明朝湖南醴陵人。《醴陵县志》，明朝万历二十四年（1596年）刻本。
- 旷昭：字淑侯、伯余，明末四川遂宁人。明朝万历四十六年（1618年）举人，任江西巡抚。
- 旷腾：按《万姓统谱》：“腾，遂宁人，嘉靖举人。”
- 旷骥：按《万姓统谱》：“骥，吉水人，万历癸酉举人。”
- 旷广：四川青神人，清朝康熙进士。
- 旷深本：湖南衡山人，著名清朝将领，清朝雍正八年（1730年）庚戌科武殿试金榜第三甲賜同武進士出身（名次不详）。
- 旷敏本（1700年—1784年）：字鲁之，号岣嵝，籍贯湖南衡山人，清朝乾隆元年（1736年）丙辰科殿试金榜第二甲赐进士出身第15名，选庶吉士[13]。
- 曠斅本：字逊之，号半崖，籍贯湖南衡山人，敏本弟。清朝乾隆二年（1737年）丁巳恩科殿试金榜第三甲赐同进士出身第12名。
- 旷萼本：字函英，湖南衡山人。清朝乾隆三十八年（1773年）岁贡，为集贤书院山长。《就正编》
- 旷圣元：湖南衡山人，清朝乾隆三十九年（1774年）中副榜。
- 旷楚贤：籍贯湖南衡山人，清朝乾隆四十六年（1781年）辛丑科殿试金榜第三甲赐同进士出身第26名。
- 旷学古：字沐堂，湖南衡山人。清朝嘉庆五年（1800年）举人。
- 旷学廷：清朝湖南衡山人。《衡山县志》四十五卷首一卷，文岳英、旷学廷纂。
- 旷辅廷：道光九年（1829年）己丑科武殿試金榜第三甲賜同武進士出身第17名，道光元年，郧阳镇右营游击，全州武举，道光二十六年，郧阳镇守备，全州武进士，咸丰元年，郧阳镇右营游击中营守备署，咸丰三年，郧阳镇前营都司中营守备署。
- 旷子椿：籍贯江西泰和人，清朝光绪二十一年（1895年）乙未科殿试金榜第三甲赐同进士出身第37名。
- 旷运辛：湖南衡山人。《百病方》（辑），民国稿本，藏湖南图书馆。
- 旷继勋（1895年—1933年）：贵州思南人，黄埔军校第一期学员，前国民革命军第二十八军第七混成旅旅长，中国工农红军红四军军长，川陕省临时革命委员会主席[14]。
- 旷伏兆（1914年—1996年）：江西永新人，前中国人民解放军中将[15]。
- 旷文澜：湖南衡山西乡沙泉铺山田冲人，别号锦泉，黄埔军校第12期学员。
- 旷仁山：江西永新人，江门市江海区区委书记。
- 旷湘霞：湖南衡山人，中央广播电台第五届董事长。

## 外部連結
[在维基数据编辑]
 《欽定古今圖書集成·明倫彙編·氏族典·曠姓部》，出自陈梦雷《古今圖書集成》